# دانشگاه جیائوتونگ پکن
دانشگاه جیائوتونگ پکن (به چینی: 北京交通大学)، که قبلاً با نام دانشگاه جیائوتنگ شمالی (به چینی: 北方交通大学) شناخته می‌شد، یکی از قدیمی‌ترین دانشگاه‌های دولتی در سرزمین اصلی چین است. دانشگاه جیائوتنگ پکن یکی از دانشگاه‌های تحقیقاتی برجسته در جهان در زمینه علم و فناوری حمل و نقل است. مطابق با رتبه‌بندی شانگهای ۲۰۱۸ در زمینه علم و فناوری حمل و نقل، این دانشگاه رتبه اول را در سراسر جهان کسب کرده‌است.